# Lago Pulmarí
Pulmari o Pulmarí es un lago de origen glaciar, ubicado en el departamento Aluminé de la provincia del Neuquén, Argentina. Su nombre significa diez excavaciones o muchas cavas.

## Características
Pertenece a la cuenca del río Pulmarí intermedio con el río Aluminé, luego del río Limay, en la cuenca del río Negro.
Posee un superficie aproximada de 160 hectáreas. A diferencia de la mayor parte de los lagos de la región, se trata de un lago de poca profundidad, costas suaves y aguas relativamente tibias. Las zonas de escasa profundidad están pobladas de juncos y otras especies palustres. Las precipitaciones de la zona no superan los 800 mm. Sus costas están pobladas por un bosque ralo, con presencia de especies de clima semidesértico.
Ubicado en el amplio valle del río Pulmarí, el lago de ese nombre recibe el desagüe del vecino lago Ñorquinco. En las cercanías del lago existe un criadero de caballos para cuerpos militares; la totalidad del mismo está en abarcado por una concesión de la Corporación Interestadual Pulmari, donde existen accesos públicos al lago para poder visitar y realizar pesca con mosca.

## 6 de enero de 1883 – Combate de Pulmarí

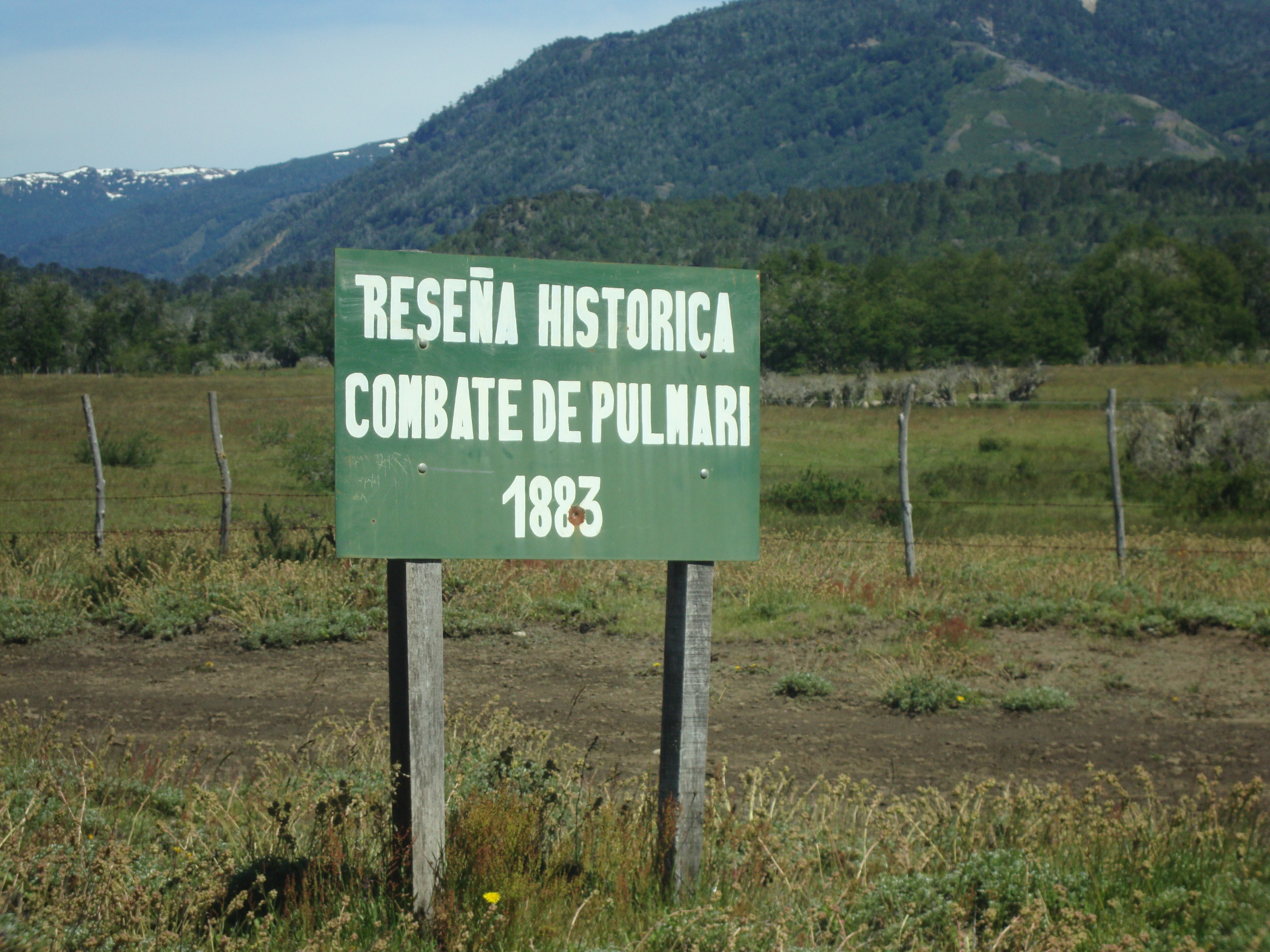
Cartel indicando el lugar donde tuvo lugar el combate.

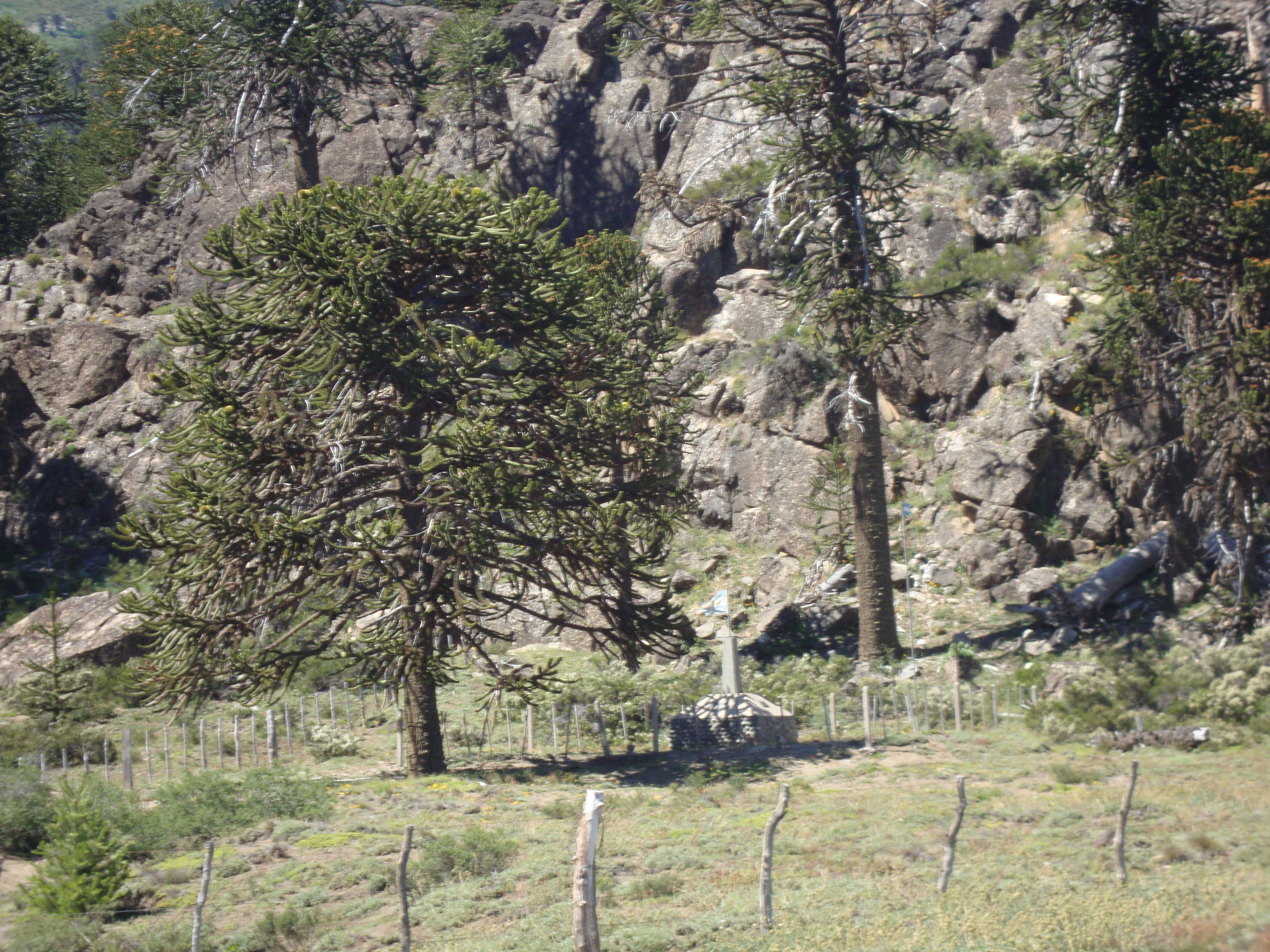
Referencia histórica del combate.

A partir del año 1878, Julio Argentino Roca comienza la llamada Conquista del Desierto, que durará hasta los años 1885, cuando se logra la pacificación e incorporación de Neuquén al territorio nacional. Pero es en esta primera campaña que ocupa la zona del norte neuquino, consecuentemente algunas tribus se rinden y otras huyen a Chile.
Durante estos años se dan varias embestidas contra los mapuches, siendo asimismo los combates muy sangrientos.  Dos combates importantes que se llevaron a cabo a pocos kilómetros de donde se encuentra hoy la localidad de Villa Pehuenia. Son los combates de "Pulmari" y "Pino Hachado".
Al finalizar la llamada "conquista del desierto", en 1883, las cercanías del lago fueron escenario de una de las últimas batallas entre indígenas y el Ejército Argentino. Posiblemente la "batalla de Pulmari" haya sido la última victoria de los indígenas mapuches antes de su sometimiento final.
El 6 de enero de 1883 un centenar de indios de las tribus de Reuquecurá y Manuel Namuncurá sorprenden en el valle Pulmarí una partida de 10 soldados al mando del capitán Emilio Crouzeilles. Iniciado el combate, se sumó a las fuerzas "blancas" el teniente 2° Nicanor Lazcano con cinco soldados más. Los dos oficiales y la mayor parte de la tropa dejan sus vidas; el capitán Crouzeilles pierde la vida por 36 heridas de lanza y cuchillo y tres balazos.
El combate de Peña Haichol fue una derrota del poderoso cacique Feliciano Purrán, que huye con los pocos sobrevivientes a través de un boquete oculto en una zona boscosa de grandes pehuenes, que los blancos llamaban "pinos". El nombre “Pino Hachado” se debe a que el Ejército Argentino derriba un pehuén durante la persecución de los indígenas, como guía para su regreso. El pino fue guardado por los pobladores durante años, hasta que fue destruido durante un incendio.